# سالي غروس
سالي غروس (بالإنجليزية: Sally Gross)‏ هي ناشِطة جنوب أفريقية، ولدت في 22 أغسطس 1953، وتوفيت في 14 فبراير 2014 في كيب تاون في جنوب أفريقيا بسبب مرض.